# Eubazus
Eubazus är ett släkte av steklar som beskrevs av Christian Gottfried Daniel Nees von Esenbeck 1814. Eubazus ingår i familjen bracksteklar.

## Bildgalleri

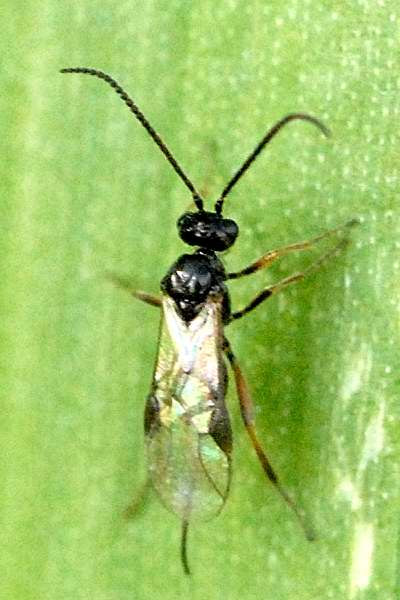
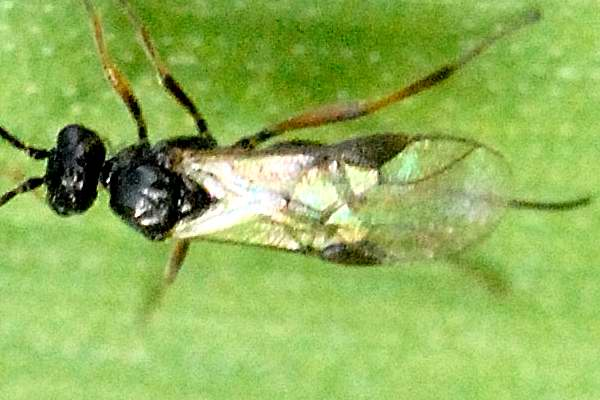

## Dottertaxa tillEubazus, i alfabetisk ordning[1][2]
- Eubazus abieticola
- Eubazus aequator
- Eubazus aevenki
- Eubazus albicoxa
- Eubazus aliochinoi
- Eubazus antennalis
- Eubazus atricornis
- Eubazus atricoxa
- Eubazus augustinus
- Eubazus azovicus
- Eubazus bicolor
- Eubazus bicornis
- Eubazus breviseta
- Eubazus bucculentis
- Eubazus calyptoides
- Eubazus canadensis
- Eubazus carinatus
- Eubazus chinensis
- Eubazus cingulatus
- Eubazus claviventris
- Eubazus clypealis
- Eubazus convexope
- Eubazus corrugatus
- Eubazus crabilli
- Eubazus crassicornis
- Eubazus crassigaster
- Eubazus cruentatus
- Eubazus cserskii
- Eubazus cubiculus
- Eubazus curtis
- Eubazus danielssoni
- Eubazus debilis
- Eubazus definitus
- Eubazus denticlypealis
- Eubazus denticulatus
- Eubazus destitutus
- Eubazus discrepans
- Eubazus electus
- Eubazus elongatus
- Eubazus eminens
- Eubazus eos
- Eubazus ernobii
- Eubazus evanidus
- Eubazus exsertor
- Eubazus fasciatus
- Eubazus fiskei
- Eubazus flavifacies
- Eubazus flavipes
- Eubazus frater
- Eubazus fuscipes
- Eubazus gallicus
- Eubazus gaullei
- Eubazus gigas
- Eubazus glabriclypealis
- Eubazus gracilicornis
- Eubazus heothinus
- Eubazus indeprehensus
- Eubazus interstitialis
- Eubazus involutus
- Eubazus iterabilis
- Eubazus janus
- Eubazus junctus
- Eubazus kedrovyi
- Eubazus lapponicus
- Eubazus latus
- Eubazus lepidus
- Eubazus longicauda
- Eubazus longicaudis
- Eubazus longicaudus
- Eubazus longitempora
- Eubazus maacki
- Eubazus macrocephalus
- Eubazus macrurus
- Eubazus major
- Eubazus margaritovi
- Eubazus marginatus
- Eubazus mexicanus
- Eubazus micropilosus
- Eubazus micus
- Eubazus minutus
- Eubazus natalensis
- Eubazus nigricoxis
- Eubazus nigripes
- Eubazus nigroventralis
- Eubazus normalis
- Eubazus novatibialis
- Eubazus obtusus
- Eubazus ochyrus
- Eubazus olegi
- Eubazus orchesiae
- Eubazus orientalis
- Eubazus pallipes
- Eubazus parvulus
- Eubazus patei
- Eubazus phymatodis
- Eubazus planifacialis
- Eubazus punctatus
- Eubazus punctifer
- Eubazus pusillus
- Eubazus pygmaeus
- Eubazus regularis
- Eubazus robustus
- Eubazus rotundiceps
- Eubazus ruficoxis
- Eubazus rufithorax
- Eubazus rugosus
- Eubazus rugulosus
- Eubazus salicicola
- Eubazus santacheza
- Eubazus satai
- Eubazus sayi
- Eubazus segmentatus
- Eubazus semicastaneus
- Eubazus semirugosus
- Eubazus shishiniovae
- Eubazus shufanicus
- Eubazus sibiricus
- Eubazus sigalphoides
- Eubazus simplex
- Eubazus sintuchae
- Eubazus sochiensis
- Eubazus spasskii
- Eubazus stanleyi
- Eubazus stictopleurus
- Eubazus strigitergum
- Eubazus subvagus
- Eubazus sudeticus
- Eubazus taiga
- Eubazus tauricus
- Eubazus teres
- Eubazus terminalis
- Eubazus testaceipes
- Eubazus thoracicus
- Eubazus tibialis
- Eubazus tomoxiae
- Eubazus topali
- Eubazus tricoloripes
- Eubazus tridentatus
- Eubazus trilobatus
- Eubazus tumorulus
- Eubazus vagus
- Eubazus venturii
- Eubazus wilmattae
- Eubazus vitripennis
- Eubazus vladimiri
- Eubazus zelinensis